# Alina Wladimirowna Schidkowa
Alina Wladimirowna Schidkowa (russisch Алина Владимировна Жидкова, wiss. Transliteration Alina Vladimirovna Židkova; * 18. Januar 1977 in Moskau, Sowjetunion) ist eine ehemalige russische Tennisspielerin.

## Karriere
Schidkowa, die im Alter von zehn Jahren mit dem Tennissport begann, bevorzugte Hartplätze. 1993 wurde sie Profispielerin.
In ihrer Karriere gewann sie einen Doppeltitel auf der WTA Tour sowie jeweils neun Einzel- und Doppeltitel auf dem ITF Women’s Circuit. Im März 2011 bestritt sie bei einem ITF-Turnier in den Vereinigten Staaten ihre letzte Partie auf der Profitour.

## Turniersiege

### Einzel
| Nr. | Datum              | Turnier           | Kategorie   | Belag             | Finalgegnerin       | Ergebnis       |
| --- | ------------------ | ----------------- | ----------- | ----------------- | ------------------- | -------------- |
| 1.  | 2. November 1997   | Culiacan          | ITF $10.000 | Hartplatz         | Petia Marinova      | 6:3, 6:0       |
| 2.  | 24. Mai 1998       | Coatzacoalcos     | ITF $10.000 | Hartplatz         | Adria Engel         | 6:3, 6:1       |
| 3.  | 17. Januar 1999    | Miami             | ITF $10.000 | Hartplatz         | Helen Crook         | 6:2, 7:5       |
| 4.  | 25. Juli 1999      | Peachtree         | ITF $25.000 | Hartplatz         | Erika de Lone       | 6:7, 7:6, 6:4  |
| 5.  | 17. September 2000 | Hopewell Junction | ITF $25.000 | Hartplatz         | Jennifer Hopkins    | 6:3, 6:0       |
| 6.  | 15. Oktober 2000   | Miramer           | ITF $25.000 | Sand              | Rossana de los Ríos | 4:1, 5:45, 4:2 |
| 7.  | 11. November 2001  | Pittsburgh        | ITF $50.000 | Hartplatz (Halle) | Marie-Eve Pelletier | 6:4, 6:1       |
| 8.  | 28. Juli 2002      | Louisville        | ITF $50.000 | Hartplatz         | Saori Obata         | 6:3, 6:4       |
| 9.  | 14. Januar 2007    | Tampa             | ITF $25.000 | Hartplatz         | Olga Blahotová      | 6:2, 6:2       |

### Doppel
| Nr. | Datum            | Turnier           | Kategorie    | Belag           | Partnerin          | Finalgegnerinnen                                       | Ergebnis      |
| --- | ---------------- | ----------------- | ------------ | --------------- | ------------------ | ------------------------------------------------------ | ------------- |
| 1.  | Oktober 1996     | Langenthal        | ITF $10.000  | Teppich (Halle) | Helena Vildová     | Cacilia Charbonnier Andrea Schwarz                     | 6:4, 6:4      |
| 2.  | Mai 1998         | Tampico           | ITF $25.000  | Hartplatz       | Adria Engel        | Paula Cabezas Vanessa Menga                            | 7:6, 7:5      |
| 3.  | November 1998    | Culiacan          | ITF $10.000  | Hartplatz       | Renata Kolbovic    | Zsófia Gubacsi Alienor Tricerri                        | 6:3, 6:2      |
| 4.  | September 1999   | Hopewell Junction | ITF $25.000  | Hartplatz       | Li Fang            | Dawn Buth Kim Grant                                    | 6:3, 6:3      |
| 5.  | Oktober 2001     | Hallandale Beach  | ITF $25.000  | Sand            | Jessica Steck      | Erica Krauth Vanessa Krauth                            | 4:6, 6:2, 6:3 |
| 6.  | November 2001    | Hattiesburg       | ITF $50.000  | Hartplatz       | Abigail Spears     | Rika Hiraki Nana Smith                                 | 6:3, 6:1      |
| 7.  | 26. Februar 2005 | Acapulco          | WTA Tier III | Sand            | Tetjana Perebyjnis | Rosa María Andrés Rodríguez Conchita Martínez Granados | 7:5, 6:3      |
| 8.  | Januar 2009      | Boca Raton        | ITF $25.000  | Sand            | Darja Kustawa      | Kimberly Couts Sharon Fichman                          | 6:4, 6:2      |
| 9.  | April 2010       | Dothan            | ITF $50.000  | Sand            | Nastassja Jakimawa | María Irigoyen Teodora Mirčić                          | 6:4, 6:2      |

## Abschneiden bei Grand-Slam-Turnieren

### Einzel
| Turnier         | 2000 | 2001 | 2002 | 2003 | 2004 | 2005 | 2006 | 2007 | 2008 | Karriere |
| --------------- | ---- | ---- | ---- | ---- | ---- | ---- | ---- | ---- | ---- | -------- |
| Australian Open | 3    | 2    | 1    | 2    | 1    | 2    | —    | —    | Q2   | 3        |
| French Open     | 1    | —    | 2    | 1    | 1    | 1    | —    | Q3   | Q1   | 2        |
| Wimbledon       | 1    | —    | 1    | 1    | 1    | —    | —    | Q3   | Q2   | 1        |
| US Open         | 1    | —    | 1    | 1    | 1    | 1    | 2    | 1    | Q1   | 2        |

Zeichenerklärung: S = Turniersieg; F, HF, VF, AF = Einzug ins Finale / Halbfinale / Viertelfinale / Achtelfinale; 1, 2, 3 = Ausscheiden in der 1. / 2. / 3. Hauptrunde; Q1, Q2, Q3 = Ausscheiden in der 1. / 2. / 3. Runde der Qualifikation; n. a. = nicht ausgetragen

### Doppel
| Turnier         | 1999 | 2000 | 2001 | 2002 | 2003 | 2004 | 2005 | 2006 | 2007 | 2008 | Karriere |
| --------------- | ---- | ---- | ---- | ---- | ---- | ---- | ---- | ---- | ---- | ---- | -------- |
| Australian Open | —    | 1    | 1    | 1    | 2    | 1    | 1    | —    | —    | 1    | 2        |
| French Open     | —    | 2    | 1    | —    | 2    | 2    | 1    | —    | —    | —    | 2        |
| Wimbledon       | 1    | —    | 1    | 2    | 1    | 1    | 2    | —    | —    | —    | 2        |
| US Open         | —    | 1    | 1    | 1    | 1    | 1    | 2    | 1    | —    | —    | 2        |